# Gustaf Malmquist

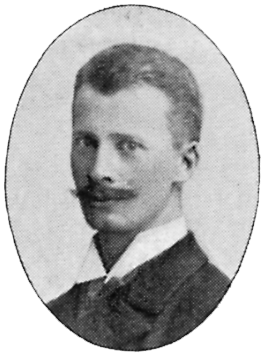
Gustaf Malmquist

Knut Gustaf Emil Malmquist, född 18 augusti 1865 i Stockholm, död 24 augusti 1926 i Fiskebäckskil, var en svensk skulptör.
Han var son till snickarmästaren Anders Malmquist och Anna Bernhardina Ever och gift första gången 1901–1906 med Kaja Widegren och från 1907 med Ivi Natt och Dag. Malmqvist var far till Sandro Malmquist. Han studerade vid Konsthögskolan i Stockholm 1889–1893 där han tilldelades en kunglig medalj avslutningsåret. Som stipendiat fortsatte han sina studier i Tyskland, Italien och Frankrike 1897–1901. Vid återkomsten till Sverige medverkade han i utställningar i Stockholm 1901 där han visade arbeten utförda under sin studietid utomlands. Han kom senare att medverka i samlingsutställningar i Helsingborg 1903, Malmö 1904 och Norrköping 1906. Efter att han 1906 blev lärare i figurmodellering och träskärning vid Tekniska skolan i Stockholm framträdde han mycket sparsamt i utställningsverksamhet. Vid sidan av sitt arbete utförde han porträttbeställningar. Bland hans större arbeten märks ryttarstatyn av Karl X Gustav, som avtäcktes 1917 framför Nordiska museet i Stockholm. En kort tid före sin död medverkade han i en utställning i Göteborg. Gustaf Malmquist finns representerad vid Nationalmuseum i Stockholm.

## Fotogalleri

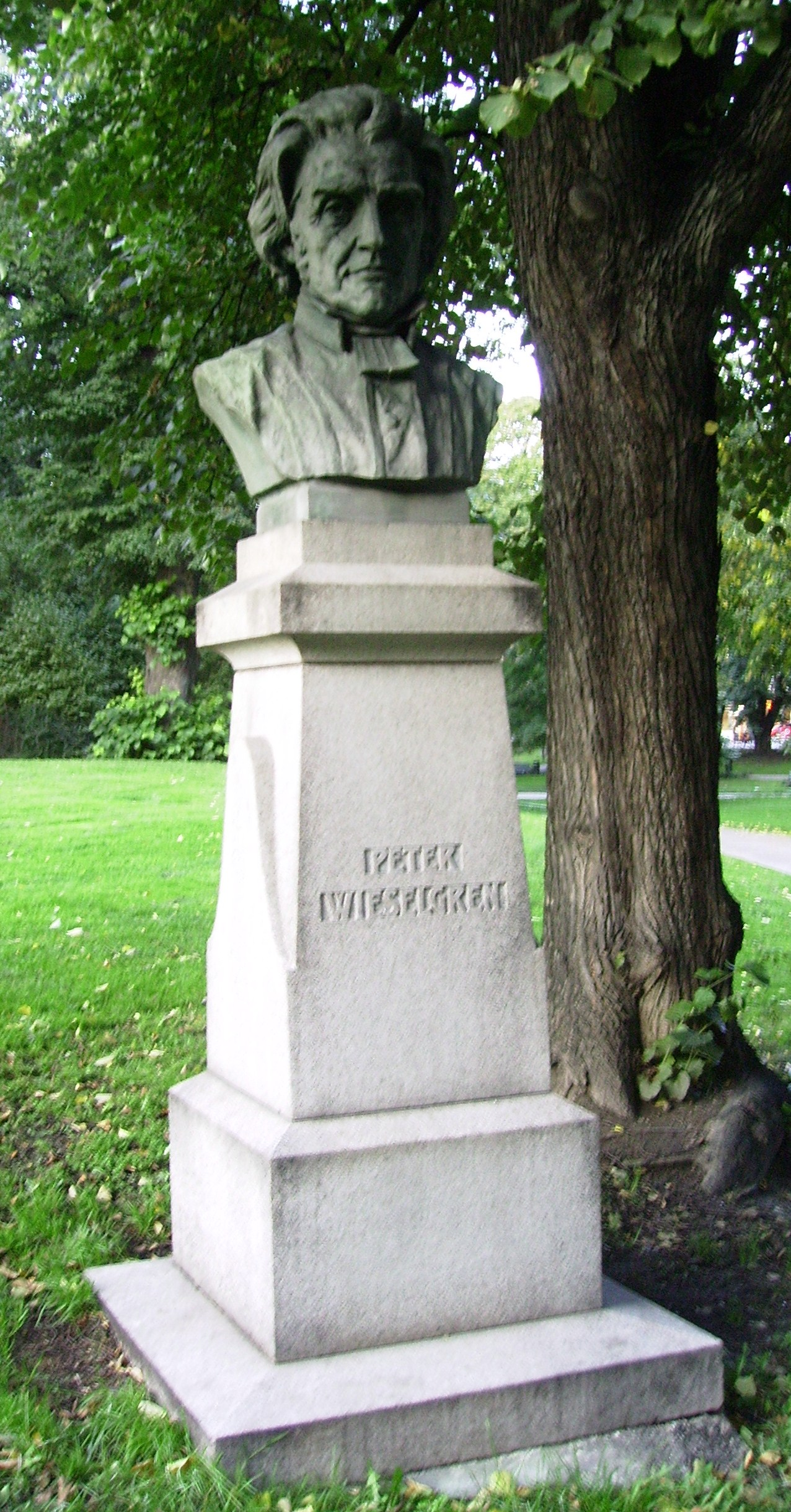
Peter Wieselgren vid Kungliga Biblioteket
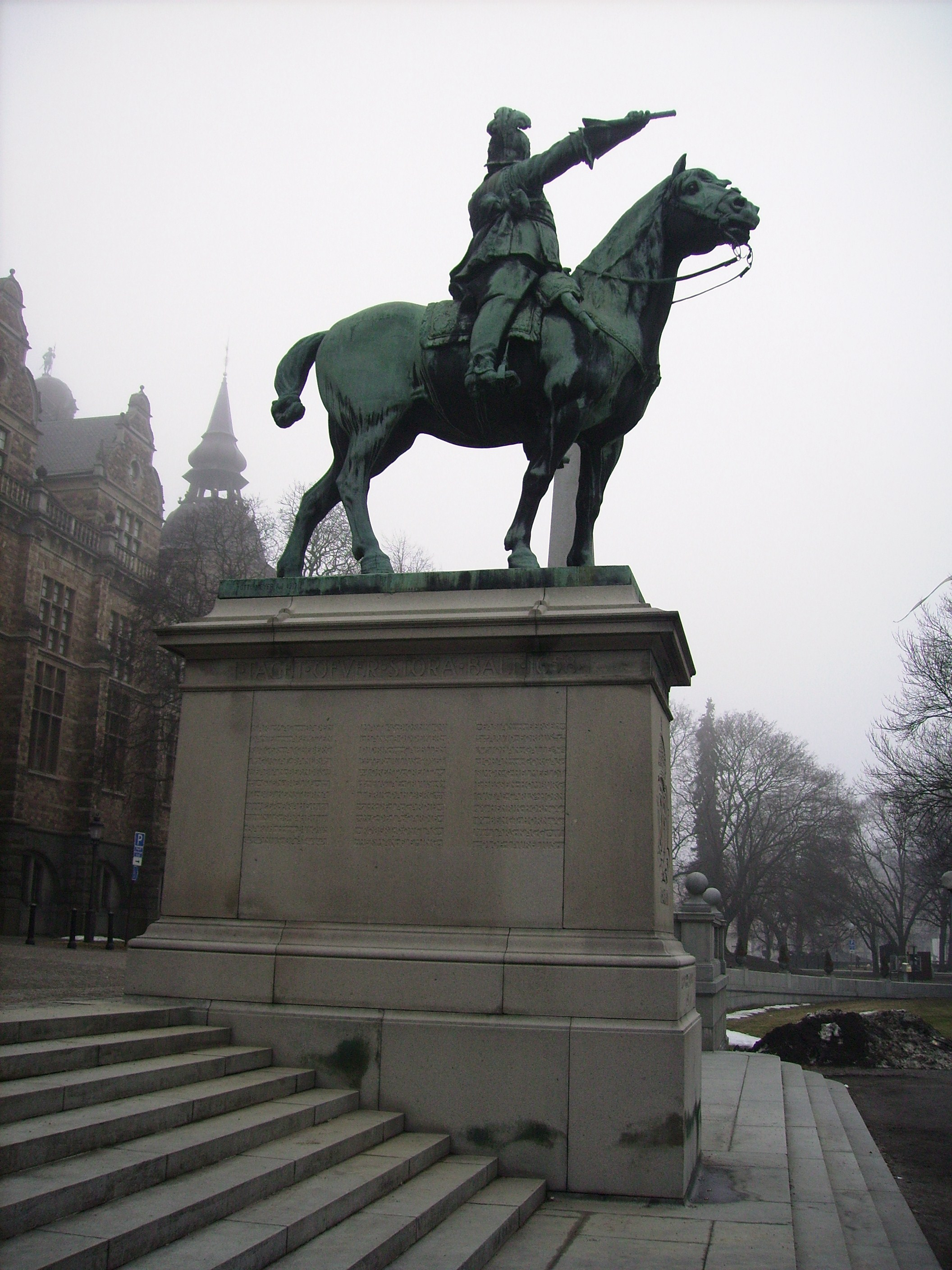
Carl X Gustaf utanför Nordiska museet
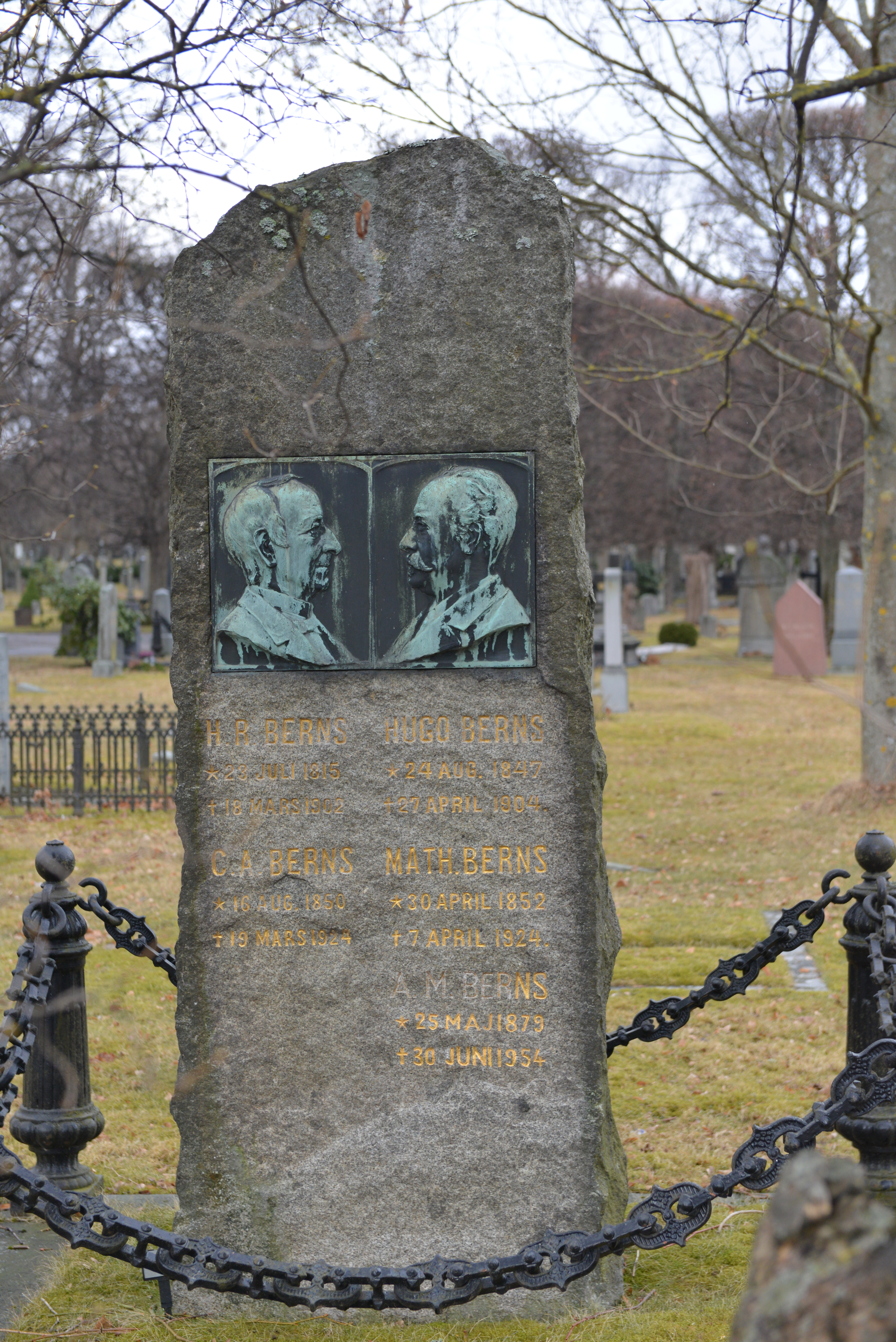
Heinrich Robert Berns grav